# Das Spiel (Kurzfilm)
Das Spiel ist ein jugoslawischer, teilanimierter Kurzfilm von Dušan Vukotić aus dem Jahr 1962. Der Film vermischt Animations- und Realfilmsequenzen und gehört zu den experimentellen Animationsfilmen des Regisseurs.

## Handlung
Ein Junge und ein Mädchen sitzen auf dem Boden und sind von Papier und Buntstiften umgeben. Das Mädchen spitzt die Stifte an, jedoch nicht den Stift des Jungen, dessen Mine abgebrochen ist. Der Junge malt ein Auto und das Mädchen eine Blume – der Junge lässt das Auto die Blume überfahren. Das Mädchen rächt sich, indem es dem Auto Löcher in die Reifen malt. Mit dem gemalten Abschleppwagen holt der Junge das fahruntüchtige Auto zu sich.
Das Mädchen malt ein Kind mit Zöpfen, der Junge eine Maus, die das Kind erschreckt. Das Kind beginnt zu miauen und die Maus flüchtet zurück zum Jungen, der nun einen Hund malt. Das Kind kann den Hund mit einem gemalten Knochen zufriedenstellen. Als der Junge einen Löwen malt, flüchtet sich das Kind zunächst auf einen vom Mädchen gemalten Baum und später in ein gezeichnetes Haus. Als der Löwe vom Haus nicht ablässt, schießt ihm das Kind mit einem gezeichneten Gewehr ein Loch in den Fuß, den das Mädchen jedoch durch einen gezeichneten Verband verarztet.
Der Junge malt nun einen Panzer, der auf das Haus mit dem Kind zurollt, doch zerreißt das Mädchen das Papier, auf dem der Panzer gerade steht und der Panzer fällt am Riss in die Tiefe. Der Bomber des Jungen beschießt das Haus und das Kind wehrt sich mit seinem gemalten Gewehr, bevor das Mädchen den Bomber überkritzelt und so zum Absturz bringt. Der Junge malt nun eine Rakete, die das Haus angreifen soll, das Mädchen zeichnet dem Kind einen großen Regenschirm, den es über das Haus hält. Als der Junge, dem Absturz der Rakete vorgreifend, mit der Faust aufschlägt, kippt ein Tintenfass um und das Blatt mit dem Haus färbt sich nun langsam schwarz. Junge und Mädchen beginnen sich zu schlagen und fangen anschließend beide an zu weinen.

## Auszeichnungen
Das Spiel wurde 1964 für einen Oscar in der Kategorie „Bester animierter Kurzfilm“ nominiert, konnte sich jedoch nicht gegen The Critic durchsetzen. Vukotić hatte bereits 1962 mit Der Ersatz einen Oscar für den besten Kurzanimationsfilm gewonnen.